# Громек, Юзеф
Юзеф Громек (пол. Józef Gromek; 20 апреля 1931, Островец-Свентокшиский — 19 апреля 1985) — польский шахматист, чемпион Польши по шахматам (1955).

## Биография
Окончил философский факультет в Католическом университете Люблина. С 1954 по 1970 год семь раз играл в финалах чемпионатов Польши по шахматам, а в 1955 году в Вроцлаве стал победителем турнира. В 1959 году в Лодзе был близок к повторению этого успеха, но в дополнительном матче за первое место проиграл Стефану Витковскому и в итоге остался вторым. В 1962/63 году выиграл турнир в Люблине, опередив Казимежа Плятера и Богдана Сливу.
В 1956 году представлял сборную Польши на шахматной олимпиаде в Москве.
Был любителем острой, комбинационной игры. Умер во время блица от сердечного приступа.